# Казарашвили, Темо Михайлович
Темо (Тимур) Михайлович Казарашвили (род. 26 мая 1959 или 7 декабря 1959) — советский борец классического стиля, чемпион и призёр чемпионатов СССР и мира, бронзовый призёр чемпионата Европы, обладатель Кубка мира, Заслуженный мастер спорта СССР (1982). Судья международной категории.

## Биография
Увлёкся борьбой в 1972 году. В 1978 году выполнил норматив мастера спорта СССР, а в 1979 году — мастера спорта СССР международного класса. Победитель международных турниров. Оставил большой спорт в 1984 году.

## Спортивные результаты
- Чемпионат Европы по борьбе среди юниоров 1978 года — ;
- Чемпионат мира по борьбе среди юниоров 1979 года — ;
- Чемпионат СССР по классической борьбе 1981 года — ;
- Чемпионат СССР по классической борьбе 1982 года — ;
- Чемпионат СССР по классической борьбе 1983 года — ;
- Классическая борьба на летней Спартакиаде народов СССР 1983 года — ;
- Чемпионат СССР по классической борьбе 1984 года — ;